# 埃顿服务
埃顿服务（ADEN Services）埃顿服务于1997年在越南创立。其后，1999年在中国正式成立。到目前为止在中国有18000名员工，全球共21000名员工，在40座城市运营，有34家分公司，为约800家规模不同的企业提供设施维护、安保、清洁和餐饮服务。全球有来自25个国家的人员就职于埃顿服务集团。

## 公司简史
- 1997 - 在胡志明市成立越南分公司。
- 1999 - 在北京成立中国分公司。
- 2000 - 成立远程项目事业部。
- 2001 - 2003 - 在中国主要的工业区（上海、青岛、苏州等）建立分公司。
- 2003 - 老挝运营项目开业。
- 2007 - 在非洲和中东开业。
- 2008 - 在中国部署三线城市。
- 2009 - 全球员工达到10000名。同年菲律宾分公司成立，支持在矿产行业的企业。
- 2010 - 参加上海世界博览会，并获得欧莱雅中国最佳供应商奖。同年全球员工总数达到12000名，中国员工总数达到10000名。

## 服务
- 安保服务

人员安保、安保咨询、安防技术、安全和活动。其服务涵盖安全系统工程和咨询，闭路监控系统安装，安全警报，门禁控制，系统维护，和通过运营指挥中心控制的定位车辆管理和远程系统监控。
- 维护服务

驻场和非驻场维护技术人员可提供工厂、商务楼宇、机场、学校/大学、医院和酒店的设施维护服务。
- 清洁服务

普通定期清洁、特殊清洁、客房服务、公共区域清洁和工业清洁。
- 配餐服务

提供公司食堂、自助餐厅、商务会议、大型活动的配餐服务。
- 远程项目管理

除了如上提及的服务外，还支持营地采购、营地建设和营地管理的服务。远程项目点包括远程施工项目、矿场、石油和天燃气设施。